# Холверф, Барт
Барт Холверф (нидерл. Bart Hoolwerf; род. 27 января 1998 года, Бюнсхотен Нидерланды) — голландский конькобежец, серебряный призёр чемпионата мира, чемпион Нидерландов в масс-старте.

## Биография
Барт Холверф родился и вырос в центральной голландии, в небольшой деревне Эмдейк, где его отец и дядя увлекалась конькобежным спортом и катанием на роликах. Он начал кататься на коньках в возрасте 3-х лет вместе со старшим братом Эвертом, который также участвует за национальную сборную. Два года спустя они стали членами Ассоциации конькобежного спорта в Найкерке. Благодаря семейному бизнесу он смог оплачивать всю подготовку к соревнованиям.
С 2009 года он начал соревноваться в клубных и региональных соревнованиях среди молодёжи, а в марте 2013 года на соревнованиях в "День семьи" в Дронтене показал свой лучший личный результат со временем 1:33.05 сек в забеге на 1000 м. Также он параллельно участвовал в марафоне, начиная с сезона 2009/10. В сезоне 2016/17 Барт выиграл на юниорском чемпионате Нидерландов серебро в забеге на 5000 м и бронзу на 3000 м. Следом дебютировал на юниорском Кубке мира и сразу занял 3-е место в масс-старте. 
Следующие три сезона он в основном участвовал в марафонских забегах и 2018 году он стал национальным чемпионом на Вайсензее, а в сезоне 2019/20 выиграл финальную классификацию Марафонского кубка KNSB. В сезоне 2021/22 Холверф перешёл в коммерческую команду "Jumbo-Visma" во главе с Жаком Ори и Питером де Фризом. Он выиграл впервые чемпионат Нидерландов в масс-старте и дебютировал на Кубке мира, где на 4-м этапе в Калгари занял 1-е место в масс-старте. В декабре 2021 года он занял 11-е место в забеге на 10000 м и 8-е на 5000 м в олимпийском отборе и не прошёл квалификацию на игры 2022 года.
В феврале 2022 года в финале марафонского Кубка KNSB занял 2-е место. Тогда же покинул покинул "Jumbo-Visma" и вернулся в марафонскую команду Роя Буве "Reggeborgh" на сезон 2022/23, где воссоединился со своим братом Эвертом и двоюродным братом Виллемом. На Кубке мира выиграл в масс-старте на этапах в Херенвене и Томашуве-Мазовецком, тем самым стал 3-м в общем зачёте Кубка мира в масс-старте в сезоне 2022/23. В марте на дебютном чемпионате мира на отдельных дистанциях в Херенвене выиграл серебряную медаль в масс-старте.

## Личная жизнь
Барт Холверф увлекается парусным спортом, велоспортом и занимается семейным строительным бизнесом. Любит слушать поп-музыку.